# غيورغي أندرونيتش
غيورغي أندرونيتش (بالرومانية: Gheorghe Andronic)‏ (25 سبتمبر 1991 بكيشيناو في مولدوفا - ) هو لاعب كرة قدم مولدوفي في مركز الوسط. شارك مع منتخب مولدوفا تحت 21 سنة لكرة القدم ومنتخب مولدوفا لكرة القدم. أما مع النوادي، فقد لعب مع زمبرو تشيسيناو ولوكوموتيف موسكو وميلسامي أورهي ونادي دينامو زغرب ونادي غوريتسا ونادي لوكوموتيفا ونادي ديجرفورس ونادي فارنامو وإتش إن كيه غوريسا.

## وصلات خارجية
- غيورغي أندرونيتش على موقع الاتحاد الأوربي (الإنجليزية)
- غيورغي أندرونيتش على موقع قاعدة بيانات كرة القدم.إي يو (الإنجليزية)
- غيورغي أندرونيتش على موقع ناشيونال فوتبول تيمز (الإنجليزية)
- غيورغي أندرونيتش على موقع Soccerway.com (الإنجليزية)